# Юсуф Кадир-хан
Юсуф Кадир-хан (д/н — 1032) — великий каган Мавераннахра в 1026—1032 роках. Вів війни за об'єднання держави.

## Життєпис
Походив з династії Караханідів. Син Гасана Богра-хана, який помер 993 року. У 998 роцы отримав від великого кагана Ахмада Арслан-хана як володіння Тарим і Хотан, які ще потрібно було захопити. 1005 року відвоював Кашгар у хотанців. У 1006 року завдав Хотанській державі нищівної поразки й захопив їхню столицю Хотан. До 1013 року зміцнював владу, здійснюючи ісламізацію населення. 1009 року прийняв титул насір ад-даула кадир-хан.
1013 року захопив Яркенд, у 1014 році виступив на Кашгар, який зайняв 1015 року. 1017 року розпочав протистояння з Мухаммадом Тоган-ханом, небожем великого кагана Мансур Арслан-хана. У 1024 році після смерті останнього розпочав боротьбу проти Мухаммада Тоган-хана, що став великий каганом.
1025 року уклав союз з Махмудом Газневі проти свого брата Алі Тегіна, що став правителем Бухари і Самарканду. Газневідське військо завдало поразки Алі Тегіну та його союзникам Сельджукидам, проте Юсуф Кадир-хан не зміг суттєво розширити свої володіння.
1026 році він захопив Баласагун — резиденцію великого кагана. Тут оголосив себе новим володарем Караханідської держави. Проте його не визнали таким Алі Тегін з братом Ахмадом та Мухаммад Тоган-хан. Останнього було переможено 1027 року. Невдовзі владу визнав й Ахмад ібн Гасан. Боротьба з Алі Тегіном тривала до самої смерті Юсуфа в 1032 році. Йому спадкував син Сулейман Арслан-хан.